# Tillandsia thyrsigera
Tillandsia thyrsigera là một loài thuộc chi Tillandsia. Đây là loài đặc hữu của México.